# ミュールタール
ミュールタール (ドイツ語: Mühltal) はドイツ連邦共和国ヘッセン州ダルムシュタット＝ディーブルク郡に属す町村（以下、本項では便宜上、「町」と記述する）。この地域は、紀元前から入植が行われていた地域で、20世紀の初めまでは多彩な水車小屋 (Mühle) があることで知られていた。

## 地理
ミュールタールはオーデンヴァルト北西域とベルクシュトラーセの城砦や城館が連なるなだらかな山並の北部を包含する。ミュールタールの町域の最も北にはフランケンシュタイン城が建つランゲンベルクがある。こうした渓谷や町域はアウトバーンA5号線、連邦道B426号線、B449号線、州道や郡道、多方面に運行されるバス路線やオーデンヴァルト鉄道（ダルムシュタット – エーバーバッハ）で結ばれている。

### 隣接する市町村
ミュールタールは、北と東はオーバー＝ラムシュタット、南東はモーダウタール、南西はゼーハイム＝ユーゲンハイム、西はダルムシュタットと境を接する。

### 自治体の構成
ミュールタールは、ヘッセン州の市町村再編政策に基づいて1977年1月1日に4つの独立した町村、ニーダー＝ラムシュタット（町の行政機能はこの地区に置かれている）、トライザ、ニーダー＝ベーアバッハ、フランケンハウゼンが合併して成立した。ヴァッシェンバッハはこれより先の1972年にすでにニーダー＝ラムシュタットに合併していた。新しい町名の「Mühltal」は、モーダウ川やその支流に、食用の粉挽き小屋、製材所、鍛冶屋などの様々な水車 (Mühle) があったことに由来する（Talは「谷」を意味する）。これは、これらの川の水位、流れ、落差などがエネルギー獲得に適していたことによる。

## 歴史
ニーダー＝ラムシュタットは長い入植の歴史を有している。4世紀のアレマン人入植地やメロヴィング朝後期（700年頃）の入植地があったことが多くの出土品から分かっている。考古学的出土品から4世紀、遅くとも5世紀には入植地が造られていたことが証明される。
ニーダー＝ラムシュタットは、古くからの入植地であるにもかかわらず、文献に登場するのは比較的遅い。1190年から1194年にヴォルムスの聖アンドレアス教会参事としてCunradus de Ramstadtという人物が記録されているのが初出である。
13世紀以降はカッツェンエルンボーゲン伯領に属した。ヴュルツブルク司教が1259年にゲーラウ王領をカッツェンエルンボーゲン伯に与えたのである。ニーダー＝ラムシュタットは、1318年のカッツェンエルンボーゲン伯家のベルトルト3世とエーバーハルト2世との間の所領分割条約にその名が記されている。1403年にカッツェンエルンボーゲン伯ヨハン4世はヴュルツブルク司教ヨハンに対してニーダー＝ラムシュタットなどがレーエンであることを確認している。1479年にカッツェンエルンボーゲン伯家の最後の継承者であるフィリップ1世が亡くなった後、ハインリヒ3世がこれを相続しヘッセン方伯領となった。

## 行政

### 議会
ミュールタールの町議会は37議席からなる。

### 首長
ヴィリ・ムート (FDP) は、2018年2月18日の選挙で50.4%の票を獲得して町長に就任した。

### 地区委員会
各地区委員会は、地区代表を選出する。各地区代表は以下の通り。
- ニーダー＝ラムシュタット地区: マルガレート・ノインヘッファー (CDU)
- トライザ地区: クリス・クレーマー (Bündnis 90/Die Grünen)
- トラウトハイム地区: ギュンター・フォクト (CDU)
- ニーダー＝ベーアバッハ地区: ヴィリ・ムート (FDP)
- フランケンハウゼン地区: マティアス・ルンチュ (SPD)
- ヴァッシェンバッハ地区: パウル・ティルマン (GÜW)

### 友好都市
- ヴィングオーケル（スウェーデン、セーデルマンランド県）1980年
- ヌムール（フランス、セーヌ＝エ＝マルヌ県）1981年

ヌムール市はパリから約75km南、イル＝ド＝フランス地域圏内に位置する。ヴィングオーケルは、ストックホルムから約160km西、セーデルマンランド地方に位置する。

## 宗教
ミュールタールは歴史的にプロテスタントが優位な町である。現在、町域にはヘッセンおよびナッサウ・プロテスタント教会に属す4つの教区に5つの教会区がある。ニーダー＝ラムシュタットのカトリック教会はミュールタールの大部分を管轄し、マインツ司教区に属す。フランケンハウゼンのカトリック信者はオーバー＝モーダウの組織に属し、ニーダー＝ベーアバッハのカトリック信者はエーバーシュタットの組織に含まれる。

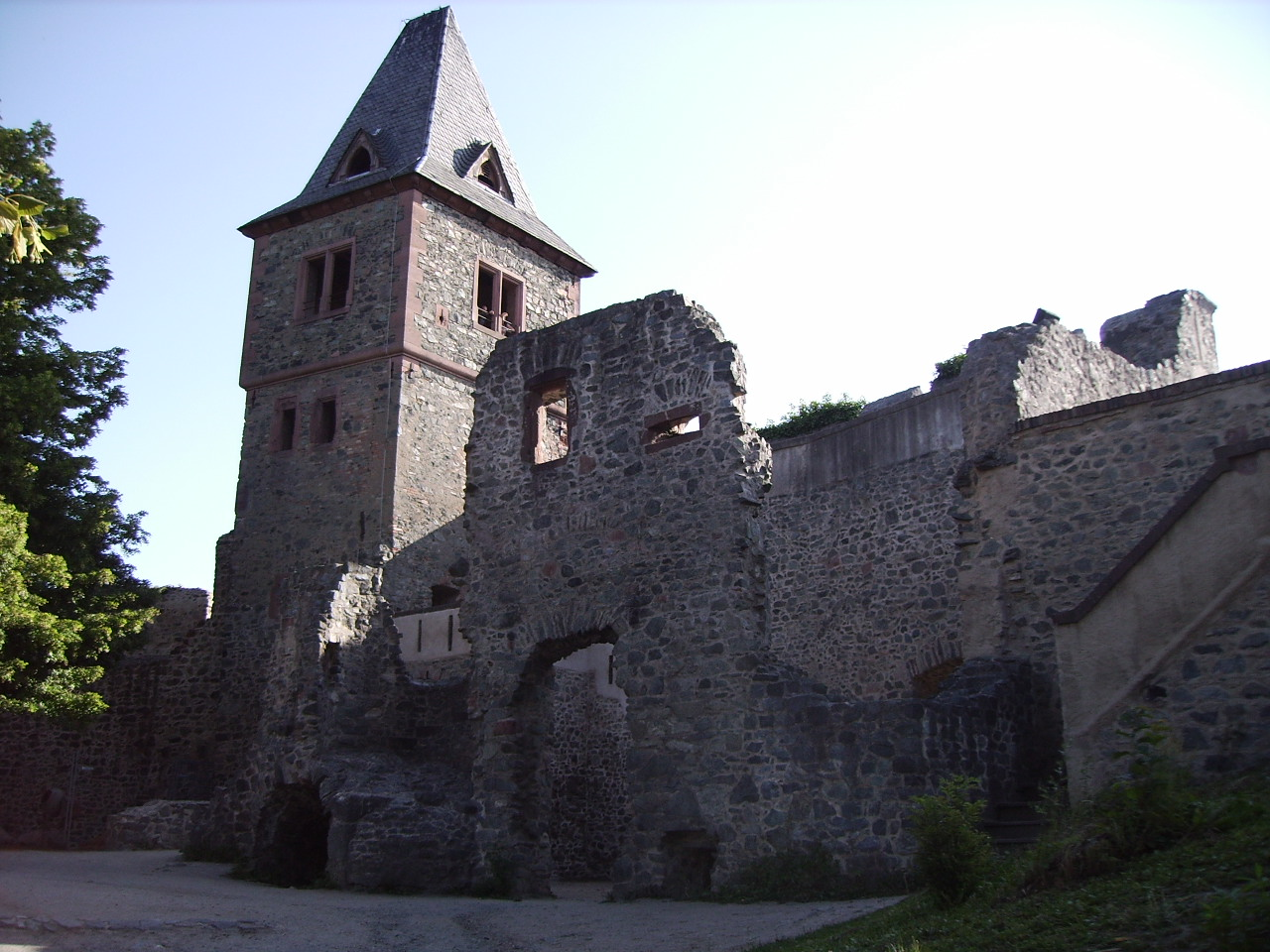
フランケン城趾

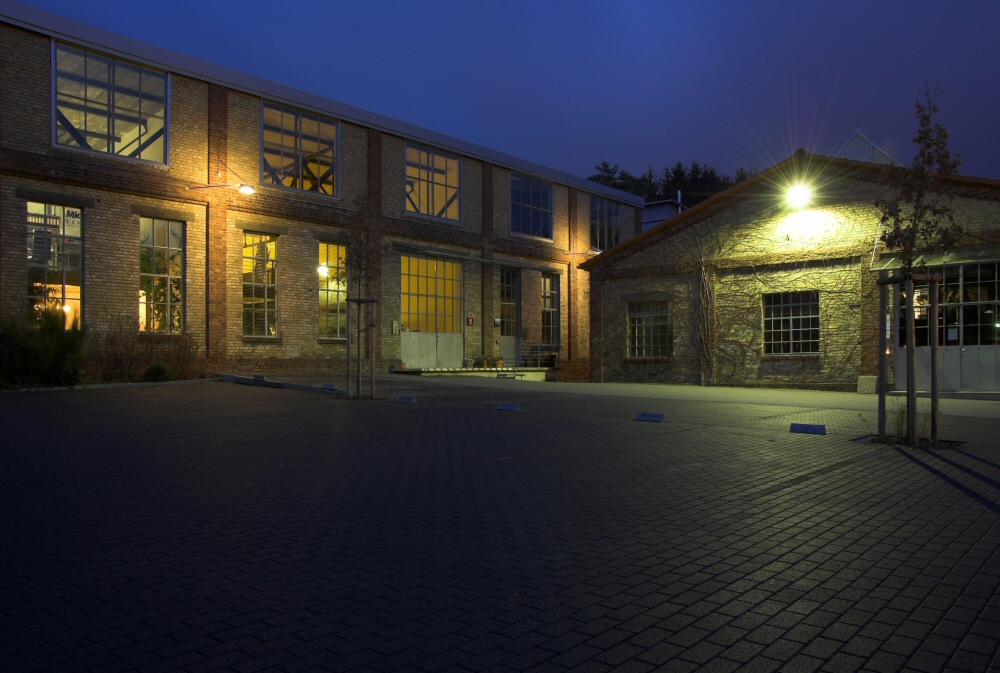
ヴァッカー・ファブリーク

## 文化と見所
ミュールタールには築200年以上の建物が数棟あり、その中には木組み建築もいくつかある。ニーダー＝ラムシュタットの中心部、特にオーバー＝ラムシュタット通りは、その一部が文化財局の管轄下に置かれている。また、オーバー＝ラムシュタットのあちこちに木造建築が点在している。
ミュールタール町内で最も有名な見所は、フランケン城址である。ここで毎年開催されるハロウィン・フェスティバルはドイツ全土に知られている。
トライザ地区のゴルフ場の近くに、ディッペルスホーフがある。この城は、三十年戦争の前からすでにあったことが証明されている。建物は、1710年に再建されたもので、19世紀にはダルムシュタットからの小旅行の目的地として好まれた。1911年から1913年にフリードリヒ・ヴィルヘルム・ブルリヒにために建築家エドムント・ケルマーによって拡張され、同じ時期にダルムシュタット芸術家コロニーに参加した。保護文化財に指定されたディッペルスホーフ内には、1990年代に改装されたホテルとレストランがある。
オーバー＝ラムシュタットとの町境に歴史的なヴァッカー・ファブリークがあり、文化・芸術・ビジネスセンターとして、あるいはレストランとして利用されている。ここでは毎年、演劇祭や展覧会、芸術イベントが開催される。アマチュア演劇グループのリハーサルや公演にも利用されている。

## 経済と社会資本
ニーダー＝ベーアバッハ、ヴァッシェンバッハ、フランケンハウゼンの間に、ミッテルドイチュ・ハルシュタイン＝インダストリーAG (MHI) が運営する、斑糲岩採掘のための2つの露天掘り鉱山がある。MHIが経営する前は、オーデンヴァルダー・ハルトシュタイン＝インダストリー A.-Ges. (OHI) が経営していた。ニーダー＝ラムシュタットの南西部には小さな産業地域が整備され、中小企業や多くのスーパーマーケットがある。
ミュールタールの企業の多くは「ニーダー＝ラムシュテッター・ディアコニー」(NRD) に加盟し、身体障害者や精神障害者のための住居や職場の提供促進に努めている。

### 交通

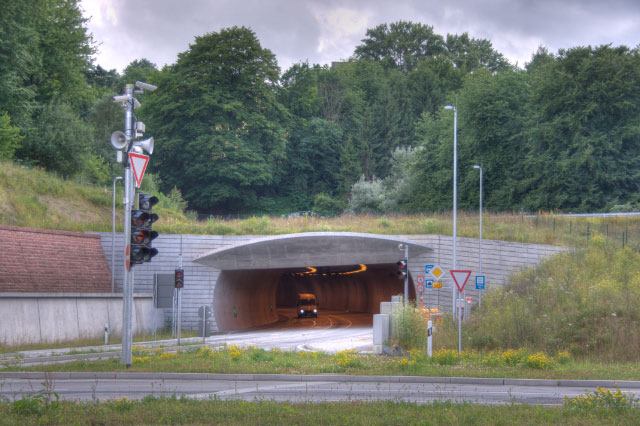
ローベルクトンネル北側

バス路線N, NB, NE, O, K50, 678系統がこの町とダルムシュタット、オーバー＝ラムシュタット、モーダウタール、その他周辺市町村とを結んでいる。さらにミュールタールには、フランクフルト・アム・マイン、ダルムシュタット、エアバッハ、エーバーバッハ行きのオーデンヴァルト鉄道の列車が発着する小さな駅がある。
ミュールタールは連邦道B449号線でダルムシュタットと結ばれており、さらにB426号線沿いでもある。ニーダー＝ラムシュタットは、以前は通過交通に悩まされていたが、地区中心部を迂回するB426号線のバイパスが造られ、2007年6月29日に開通した。B426号線は、ヴァッシェンバッハ＝タール橋、グリースバッハ＝タール橋およびローベルクトンネルを通ってニーダー＝ラムシュタットの傍らを通過する。

## 人物
- ヨハン・コンラート・ディッペル（1673年 – 1734年）神学者、錬金術師、解剖学者、医師。

## 引用
1. ↑  Hessisches Statistisches Landesamt: Bevölkerung in Hessen am 31.12.2023 (Landkreise, kreisfreie Städte und Gemeinden, Einwohnerzahlen auf Grundlage des Zensus 2011)]
2. ↑  Gesetz zur Neugliederung der Landkreise Darmstadt und Dieburg und der Stadt Darmstadt 1974年6月26日
GVBl. I S. 318; GVBl. II Nr. 330-34
3. ↑  ハインリヒ・ティシュナー カッツェンエルンボーゲン伯家の分割条約